# César Jiménez (baseball)
Pour les articles homonymes, voir Jiménez.
Pour le matador, voir César Jiménez.
César Enrique Jiménez (né le 12 novembre 1984 à Cumaná, Sucre, Venezuela) est un lanceur gaucher de la Ligue majeure de baseball sous contrat avec les Brewers de Milwaukee.

## Carrière
César Jiménez signe son premier contrat professionnel avec les Mariners de Seattle en 2001.
Il fait ses débuts dans les majeures le 11 septembre 2006 avec Seattle.
Après une année 2007 en ligues mineures, il revient à Seattle pour 31 parties durant la saison 2008. Il effectue deux départs comme lanceur partant et apparaît comme lanceur de relève dans 29 autres matchs. Sa fiche est d'aucune victoire et deux défaites avec une moyenne de points mérités de 3,41 en 34 manches et un tiers lancées.
En 2013 et 2014, il évolue pour les Phillies de Philadelphie : en 35 matchs et 33 manches lancées au total, sa moyenne de points mérités se chiffre à 2,73 avec une victoire et une défaite. Limité à 3 matchs des Phillies en 2015, il est réclamé au ballottage par les Brewers de Milwaukee le 21 août et complète l'année par 16 rencontres avec ces derniers, amenant sa moyenne de points mérités à 3,13 en 23 manches pour la saison.
Devenu agent libre après la saison 2015, il signe un contrat des ligues mineures avec les Brewers de Milwaukee le 25 janvier 2016.